# Флаг Спасского района (Рязанская область)
Флаг «муниципального образования — Спа́сский муниципальный район Рязанской области» Российской Федерации — опознавательно-правовой знак, составленный и употребляемый в соответствии с российскими и международными вексиллологическими (флаговедческими) правилами, служащий символом муниципального образования — Спасский муниципальный район, единства его территории, населения, прав и самоуправления.
Целями учреждения и использования флага Спасского муниципального района являются: создание зримого символа целостности территории района, единства и взаимодействия населяющих его граждан, территориальной и исторической преемственности; воспитание гражданственности, патриотизма, уважения к исторической памяти, национальным, культурным и духовным традициям жителей района.
Ныне действующий флаг утверждён 29 августа 2013 года и внесён в Государственный геральдический регистр Российской Федерации с присвоением регистрационного номера 8564.

## Описание
«Прямоугольное красное полотнище с отношением ширины к длине 2:3, несущее изображение фигур из муниципального герба: жёлтый крест, в центре которого — зелёная княжеская шапка с чёрной опушкой, над которой — жёлтое украшение („городок“) с красным самоцветом; за крестом положены накрест чёрные с жёлтыми деталями ножны и белый меч остриём вниз; ширина концов креста равна 1/4 ширины полотнища».

## Обоснование символики
Крест обозначает наименование района во имя Спаса (Иисуса Христа), а помещение золотого креста на красном фоне воспроизводит проект герба Спасска 1862 года.
В знак региональной принадлежности Спасского района к Рязанской области, а также в ознаменование того, что его земли являются древним центром Рязанского княжества в центре креста помещена старинная зелёная княжеская шапка, венчающая голову князя в гербе Рязанской области; шапка имеет чёрную соболью опушку, над которой — золотое украшение («городок») с красным самоцветом, символизирующим драгоценный камень Спасского района в венце Рязанской области.
Положенные за крестом скрещённые чёрные, украшенные золотом, ножны и белый меч, воспроизводящие фигуры из верхней части гербов всех рязанских городов 1778 года, также напоминающие о героическом и трагическом прошлом этих мест, ставших спасительным прибежищем жителей Старой Рязани после её разорения ордынскими войсками Батыя в 1237 году.
Красный цвет — символ храбрости, мужества и неустрашимости.
Жёлтый цвет (золото) означает христианские добродетели — веру, справедливость и великодушие, а также мирские качества — могущество, знатность, постоянство, а также богатство.

## Предыдущий флаг
Описание флага, утверждённого 31 октября 2006 года, гласило:

Флаг Спасского муниципального района представляет собой прямоугольное полотнище, разделённое в отношении 1:4 вертикальной полосой жёлтого цвета. Полоса примыкает к древку. Отношение ширины флага к его длине равно 2:3. В червленом (красном) поле, по центру, изображён чёрный крест, ширина перекладин креста равна 1/3 ширины флага.
На жёлтой вертикальной полосе, в верхней трети полосы, в знак административно-территориальной принадлежности района к Рязанской области помещена старинная зелёная княжеская шапка, венчающая голову князя в областном гербе. Шапка оторочена чёрным собольим мехом, над которым укреплено золотое украшение (городок) с красным самоцветным камнем.

Символика флага Спасского муниципального района воспроизводит символику герба муниципального образования — Спасский муниципальный район, основой которого стал исторический герб города Спасска.
История герба тесно связана с историей города Спасск-Рязанский (ранее — село Спасское). Первую часть своего имени город получил от названия Спасо-Преображенского Зарецкого монастыря, который владел селом Спасское до 1764 года. Вторую часть город получил в 1929 году, чтобы отличить его от других городов с таким же названием.
Разросшееся и разбогатевшее село Спасское откупилось от монастыря и в 1778 году получило статус уездного города во вновь образованной Рязанской губернии, а уже в следующем году это положение закрепил герб, высочайше пожалованный городу Екатериной II.
В верхней половине герба, по обычаю того времени, помещалась часть наместнического герба, а собственная эмблема города Спасска помещалась ниже: на красном поле — чёрный геральдический крест. Очевидно, основой для эмблемы города послужило его название, созвучное имени Христа (Спаса), символ которого — крест, знак его распятия и славы. В христианских странах крест называют знаком знаков. В российской геральдике изображение креста весьма распространено, но только у одного города — Спасск-Рязанский — крест имеет форму почётной геральдической фигуры. Такие фигуры жаловались в знак особого отличия.
Второй отличительной особенностью эмблемы города Спасска является наложение двух финифтей (эмалей) — черни (чёрной) на чёрвлень (красную), в то время как «основное правило» геральдики — правило тинктур — требует наложения финифти на металл или, наоборот, металла на финифть. Здесь, вероятно, надо обратиться к местоположению города Спасска — в самом центре древних рязанских земель, напротив городища разорённой и сожжённой татарами Старой Рязани.
В геральдике красный цвет — символ храбрости, мужества и неустрашимости, а также — крови и кровопролития. Чёрный цвет — символ смерти. Поэтому эмблема города Спасска одновременно говорит об имени города, а также — о героизме и неустрашимости защитников древней Рязани и скорби об их трагической участи.